# Gadingkasri
Gadingkasri is een bestuurslaag in het regentschap Malang van de provincie Oost-Java, Indonesië. Gadingkasri telt 11.080 inwoners (volkstelling 2010).